# عصية متمسكة سكاغيراكية
عصية متمسكة سكاغيراكية (الاسم العلمي: Tenacibaculum skagerrakense) هي نوع من البكتيريا، سلبية الغرام، تتبع جنس عصية متمسكة.